# ソフィア・ペロフスカヤ
ソフィア・リヴォーヴナ・ペロフスカヤ（ロシア語:Со́фья Льво́вна Перо́вская、Sophia Lvovna Perovskaya、ソーフィヤ・リヴォーヴナ・ピローフスカヤ、1853年9月13日（ユリウス暦9月1日） - 1881年4月15日（ユリウス暦4月3日））は、ロシア帝国のテロリストである。1881年の人民の意志によるアレクサンドル2世暗殺の首謀者。
ロシア史上、テロなどの政治的な裁判により処刑された最初の女性である。

## 概要
ペテルブルク出身。父親は州知事を務める名門貴族の家庭に育ち、1869年にアラルチンスキー女子大学 (Alarchinsky University) に入学した。1871年から1872年にかけて、3名の女友達とともにチャイコフスキー団に加わった。学生時代から革命運動に加わり投獄と脱獄を繰り返した。人民の意志に加わると皇帝の命をねらい、1881年3月1日にアレクサンドル2世暗殺に成功する。3月10日に逮捕され、翌月に他の党員４人とともに絞首刑になった。

## 出自
ペロフスカヤの祖先は、キリル・グリゴリエヴィッチ・ラズモフスキーで、祖父はクリミア知事、父はペテルブルク知事（＝軍司令）。これは、ピョートル・クロポトキンに匹敵する家柄であり、ナロードニキ運動の担い手は、貴族層によっていたことが分かる。

## クロポトキンの思い出
クロポトキンはチャイコフスキー団に所属していた頃、ソフィア・ペロフスカヤと接触している。両名とも若く、理想に見える青春時代の1ページをうかがわせる、次のような記述がある。